# Dhammayuttika Nikaya
De Dhammayuttika Nikaya of Dhammayut-orde is een van de twee monastische linies of kloosterordes in het theravadaboeddhisme van Thailand. De Dhammayut-orde werd gesticht in 1828 door de Thaise Prins Mongkut (later Koning Rama IV. De reden voor haar stichting was dat de toen in Thailand bestaande Sangha volgens Prins Mongkut gedegenereerd was, en in haar praktijken te ver afstond van de door de Boeddha in de Vinaya neergelegde standaard. De andere monastische linie heet de Maha Nikaya.
De Dhammayuttika Nikaya heeft nog steeds zeer goede banden met het koninklijk huis en de hogere klasse. Alhoewel zij veel kleiner is dan de Maha Nikaya, is haar invloed hierdoor vergelijkbaar met die van de Maha Nikaya. De Thaise Bostraditie is van origine afkomstig uit de Dhammayut-orde, al is zij tegenwoordig ook in de Maha Nikaya aanwezig.
De Dhammayuttika geloven soms dat zij de enige geldige linie monniken in Thailand zijn; als reden hiervoor geven zij dat hun linie in feite verschillende linies combineert, waardoor de kans volgens hen groter is dat hun linie puur is. Veel van de in 1828 in de originele Dhammayuttika samengekomen linies zijn afkomstig uit Myanmar.
Tegenwoordig is er op praktisch niveau geen verschil meer tussen de Dhammayuttika Nikaya en de Maha Nikaya. Al is er soms nog steeds competitie tussen de twee linies, deze competitie betreft slechts de geldigheid van de linies, en de macht en invloed die de linies op elkaar kunnen uitoefenen. Wat betreft de Pali Canon of de Dhamma (de leer van de Boeddha), is er geen verschil.